# Graptodytes kuchtai
Graptodytes kuchtai là một loài bọ cánh cứng trong họ Bọ nước. Loài này được Breit miêu tả khoa học năm 1908.